# Wappenschild
Der Wappenschild ist in der Heraldik der zentrale bildliche Teil eines Wappens. Alle auf dem Wappenschild angewandten Darstellungen sind unter dem Begriff Wappenfigur (oder Wappenbild) zusammengefasst. 

## Ansicht
Ein Wappenschild wird immer aus Sicht des Trägers, also von hinten, betrachtet, so dass die auf einer Abbildung linke Seite als rechts bezeichnet wird, oft auch als vorne, da der Schild in der linken Hand getragen wurde und diese Seite des Schildes damit dem Gegner zugewandt war.

## Funktion
Dieser Schild wird zum Darstellen von Heroldsbildern und gemeinen Figuren benutzt und differenziert sich durch Form, Größe und Farbe und der Einteilung in Felder. Er ist nur ein Teil eines Wappens. Ihm werden Teile über, unter und neben dem Schild beigeordnet. Diese Teile sind nicht zwingend notwendig, aber beliebt. Es sind dies Oberwappen, die Schildhalter und die Prachtstücke.

## Stellung
Der Wappenschild wird bevorzugt mit der Mittelachse senkrecht ausgerichtet. Das ist die Regel. In Ausnahmefällen kann der Schild auch geneigt (gelehnt) werden. In besonderen Fällen muss die Schrägstellung aber als ein besonderes Merkmal blasoniert werden. Das trifft im Maße bei Ehewappen (einer speziellen Gruppe der Allianzwappen) zu. Oft werden Wappenschilde als angelegt, angelehnt oder schräggestellt bezeichnet.
Gelehnt wird ein Wappenschild blasoniert, wenn er nach rechts oder links geneigt ist. Diese Stellung ist schon seit dem Mittelalter von Siegeln, Grabdenkmälern und Münzen bekannt. Unabhängig von der Schräglage muss alles sich nach der Schildachse, die gedacht senkrecht zum oberen Schildrand steht, richten. Besonders bei der Schraffurdarstellung im Schwarz-Weiß-Modus ist diese Festlegung wichtig. Auch Wappenfiguren oder Wappentiere sind davon betroffen. Die Auffassung seit dem 18. Jahrhundert, dass die Lageseite von Bedeutung ist (zum Beispiel: Rechtslage für Gelehrte), ist unheraldisch.

## Größe
Die Größe des Schildes im Verhältnis zum Oberwappen lässt auf die Zeitepoche (und Landesherkunft) der Darstellung schließen. Die Helmmitte wird als Wappenmitte angesehen.
| Schild | Helm | Helmzier | Epoche      |
| ------ | ---- | -------- | ----------- |
| 2      | 1    | 1        | Frühzeit    |
| 6      | 5    | 4        | Hochgotik   |
| 5      | 4    | 6        | Renaissance |
| 8      | 3    | 5        | Rokoko      |
| 3      | 2    | 3        | Neuzeit     |

## Form

Beispiele verschiedener Schilde:
1. Alte französische Form (Franzosenschild)
2. Moderne französische Form
3. Ovale Form
4. Rautenform (Damenschild)
5. Rechteckige Form
6. Italienischer Rossstirnschild
7. Schweizer Form
8. Englische Form
9. Alte deutsche Form (Tartsche)
10. Polnische Form
11. Iberische Form

Die Schildform ist ebenfalls zeit- und landesabhängig. Die weitaus meistverbreitete Form ist der spatenblattförmige Franzosenschild. Es sind aber auch Formen wie ovale, herzförmige, runde und mit Speerruhe (s. Tartsche) gestaltete Schilde verbreitet. Auch sind dreieckige oder randverschnörkelte Schilde aus der Renaissance zu finden.
| Übersicht gängiger Wappenschildformen | Übersicht gängiger Wappenschildformen |
| ------------------------------------- | --- |
|                                       | Als Anpassung an den Reiterkampf mit eingelegter Lanze entwickelte sich im 11. Jahrhundert der mandelförmige Schild (Normannenschild). Er sollte die dem Gegner zugekehrte Seite des Ritters schützen. |
|                                       | Im 12. Jahrhundert wurde die obere Rundung abgeflacht und der Schild hatte nun die Form eines auf die Spitze gestellten Dreiecks (gotische Form). Grund dafür dürfte der Topfhelm gewesen sein, der einen besseren Gesichtsschutz gewährte.                                                                                                   |
|                                       | Im Verlauf des 13. und 14. Jahrhunderts wurden die Schilde kleiner und die Spitze verkürzt, sodass die Seiten nun eine starke Biegung aufweisen. Ursache dafür ist die weiter entwickelte Körperpanzerung, die den Schild zunehmend überflüssig machte, sodass er um 1375 als Schutzwaffe des Reiters überflüssig war (Französischer Schild). |
|                                       | Während des 13. Jahrhunderts bildete sich in Spanien eine Sonderform mit einer halbkreisförmig abgerundeten Spitze heraus, die einem U ähnelt. Diese entsprechend als Spanischer Schild bezeichnete Form ermöglicht eine besonders gute Raumaufteilung bei der Gestaltung.                                                                    |
|                                       | Im 14. und 15. Jahrhundert kam als Turnierschild die rechteckige Tartsche auf, mit einem tiefen Ausschnitt, der Speerruhe, an der rechten Seite. |
| 15. Jh. England                       | Im 15. Jahrhundert bekam die Tartsche durch Auszackung und Rollung der Ränder ein Aussehen, das später die Kartuschen des Barock und Rokoko beeinflusste (Barockschild). |
|                                       | Der Renaissance-Rundschild des 16. Jahrhunderts wurde in Anlehnung an Schilde der Antike wiedereingeführt. Er findet sich als Damenschild. |
|                                       | Der Rossstirnschild ist eine Schildform, die dem Stirn- oder Kopfschutz eines Pferdes nachgeahmt ist. Er tritt nur in der italienischen Heraldik auf. |
|                                       | Der Rautenschild wurde für Frauen erfunden, weil es den Herolden ungehörig erschien, dass eine Frau einen Kriegsschild führte. Er ist vor allem in der englischen Heraldik gebräuchlich. |

Weitere Wappenschildformen:

14. Jh.
15. Jh. Frankreich
17. Jh.
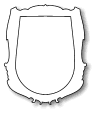
17. Jh. Barock
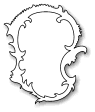
18. Jh. Rokoko
18. Jh.
19. Jh.
19. Jh.

Wappen von Gommern

In der Neuzeit ist für afrikanische Wappen häufig der nach dem Volk der Massai benannte spitzovale Massai-Schild in Gebrauch gekommen. Beispiele sind die Wappen Botswanas, Kenias, Tansanias und Ugandas.

## Farbe
Die Farbgebung folgt den heraldischen Grundsätzen und wird als Tingierung bezeichnet. Die Farbe wird real color oder aber durch schwarz/weiß ausgeführte Schraffuren und Punktierungen in besonderen Fällen ausgeführt. In den Anfängen waren es in die Figuren und Felder geschriebenen Abkürzungen der Farbe, oft unter Nutzung der lateinischen Bezeichnung.

## Aufteilung des Schildes

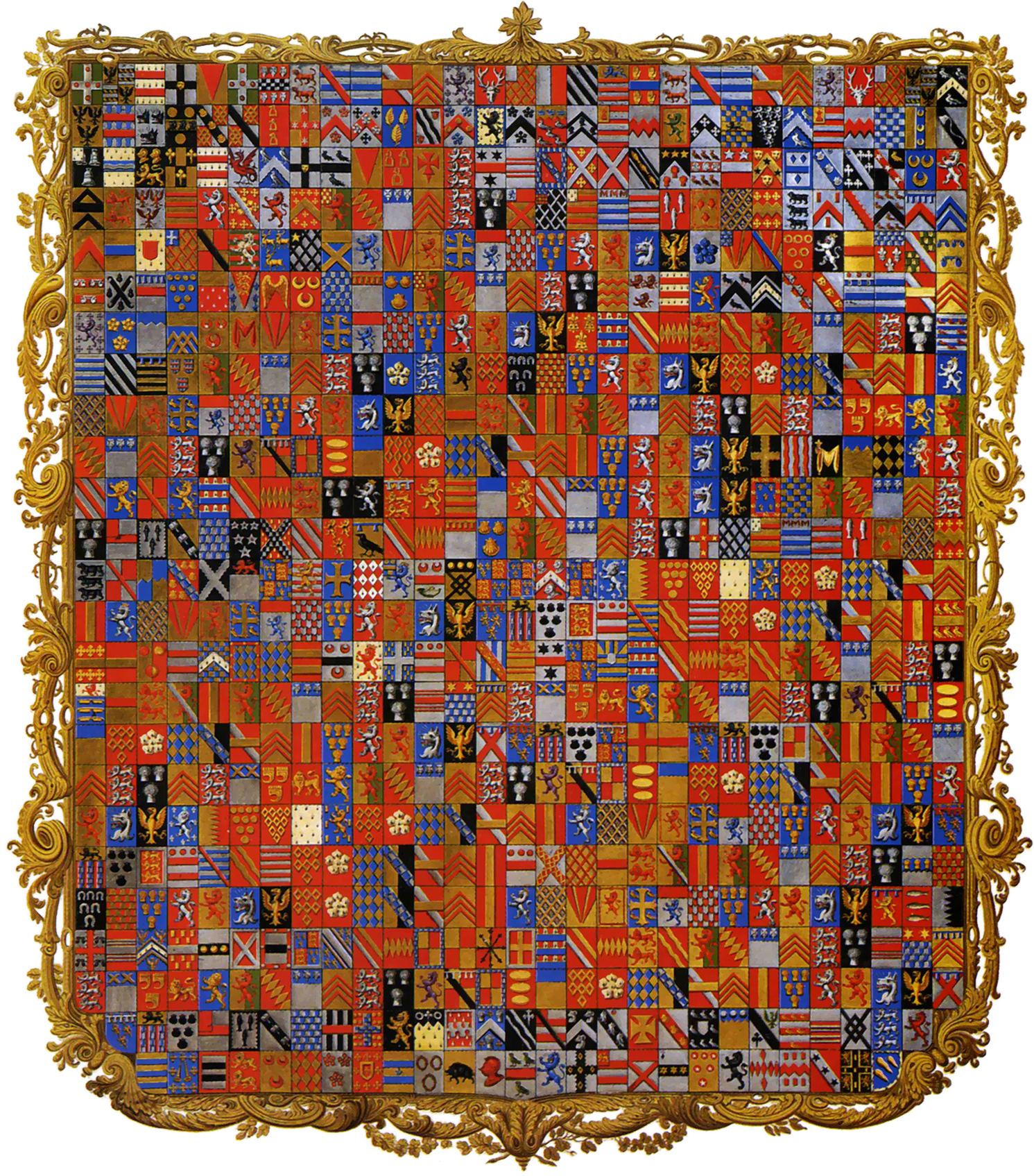
719-fach geteiltes Wappen der Familie Temple-Nugent-Brydges-
Chandos-Grenville

Durch Teilung oder Spaltung wird der Schild in Plätze geteilt, die gemäß Vereinbarung einen speziellen Namen tragen und so für die Blasonierung eine wichtige Rolle übernehmen. Zur Teilung und Spaltung in Heroldsbild werden auch die Wappenschnitte, die Ausformungen der Trennlinien, gerechnet.
Prinzipiell ist der Schild in 9 Positionen, die Gevierte, geteilt, mit dem Herz in der Mitte – ein kleiner Schild an dieser Stelle heißt Herzschild – und speziellen Namen für die verschiedenen Bereiche. Die Schildteilung folgt bei einfachen Heroldsbildern diesen Linien. Einpfropfung nennt man einen mittig zwischen die unteren Felder eingeschobenen Zwickel oder eine Spitze (meist für später hinzugefügte Wappen).
|  | Teilung in neun Felder                                                                                |
|  | Teilung in vier Felder (Vierung) mit Herzschild                                                       |
|  | Schrägteilung von links (oben rechts nach unten links wäre der Normalfall, der nicht blasoniert wird) |
|  | Spitzenschnitt                                                                                        |

## Schild in Schild
In der Heraldik werden auf dem Hauptschild kleinere Wappenschilde aufgelegt, um bestimmte Ehrungen oder Aussagen zu erreichen. Sind andere Schilde aufgelegt, wird der Hauptschild auch als Rückenschild bezeichnet. Von den Möglichkeiten werden folgende genutzt:
- Darstellung des Wappenschildes, des Hauptschildes.
- Hauptschild ist mit einem Mittelschild belegt
  - zusätzlich kann der Mittelschild mit dem Herzschild belegt werden
- Der Hauptschild zeigt eine in pfahlweiser Anordnung drei kleine Schilde; dann sind diese zu benennen mit
  - Gnadenschild oder Ehrenschild am Schildhaupt
  - Herzschild für die Wappenmittelstellung und
  - Nabelschild für das im Schildfuß gestellte Wappenschildchen. Der Schild liegt auf der Nabelstelle.
- Eine andere Möglichkeit ist die Darstellung von Schildlein im Hauptschild
  - entweder in der Wappenmitte von einem oder
  - in unterschiedlicher Anzahl über den Hauptschild in geordneter Stellung gestellt.
- Außerdem kann eine Wappenfigur mit einem Schild ausgestattet sein, im Besonderen entweder ein Ritter oder der Adler mit dem Brustschild (dieser kann auch als Schildträger einen Hauptschild als Brustschild tragen).

## Blasonierung des Schildes
Falls mehrere Motive vorhanden sind, werden sie in der Blasonierung von rechts (aus Sicht des Trägers) nach links und von oben nach unten beschrieben, so dass die Position nicht mehr angegeben werden muss. Tierfiguren werden meistens nach vorne/rechts blickend dargestellt, so dass die Richtung nur im anderen Fall angegeben wird.

## Wappenschild in der Philatelie

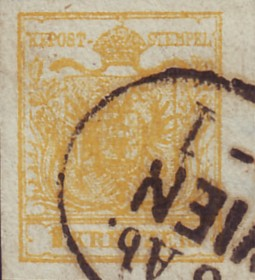
Wert zu einem Kreuzer der Wappenausgabe 1850

Wappenschilde wurden auch oft als Briefmarkenmotive verwendet. So wurden auch bei der ersten Briefmarkenserie Österreichs – der sogenannten Wappenausgabe 1850 – Wappenschilde als Symbole verwendet.